# Tesla Dojo

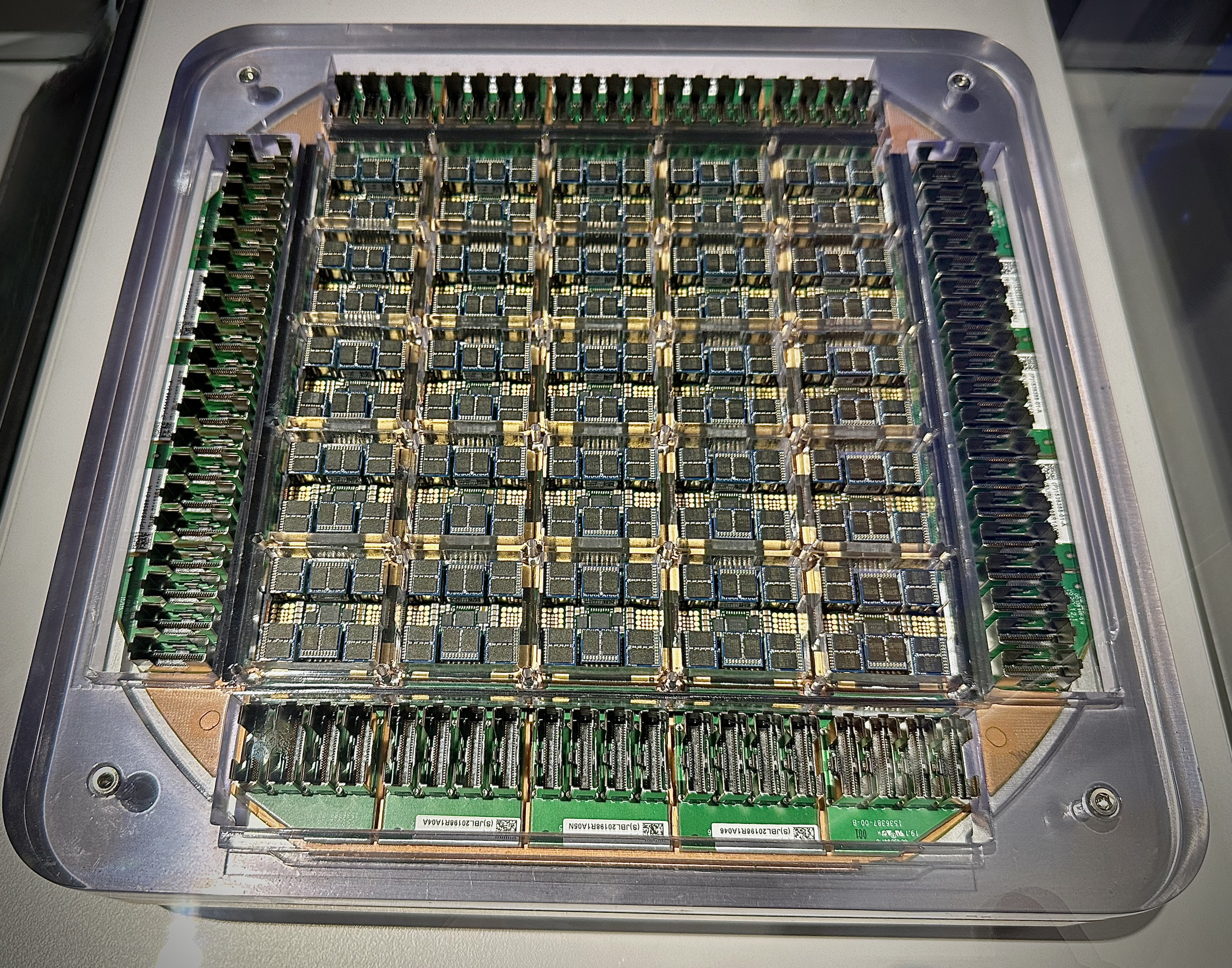
Superpočítač Tesla Dojo

Tesla Dojo je superpočítač firmy Tesla zaměřený na zpracování videa z automobilů Tesla za účelem trénování umělé inteligence (AI) pro jejich autonomní řízení. Výrobu spustila společnost v polovině roku 2023 a stala se tak konkurentem především Nvidie a jejích počítačů GPU Nvidia A100 (architektura Ampere). Počítač se skládá z více tzv. Exapodů, které mají každý výkon 1,1 EFlop. Paměť AI akcelerátoru exapodu má 1,3 TB SRAM a operační paměť 13 TB.